# Sweet Alibis
Sweet Alibis (chino: 甜蜜殺機, jyutping: Tian mi sha ji) es el nombre de película taiwanés del género romántico, comedia y thriller dirigido por Lien Yi-chi, que es protagonizada por Alec Su como un veterano policía cobarde y Ariel Lin como un novato de exceso de celo que se unen para resolver crímenes en Kaohsiung.

## Actores
- Alec Su
- Ariel Lin
- Matt Wu
- Lei Hong
- Lang Tsu-yun
- Ken Lin
- Chu Chih-ying
- Austin Lin
- Kao Meng-chieh
- Ma Nien-hsien
- Bebe Du
- Tao Chuan-cheng
- Lin Chia-ling
- Lee Kuo-hung
- Ruby Lin - Cameo